# Stabilizátor (letectví)

Nejčastější uspořádání ocasních ploch letadla: vodorovné stabilizátory (modrá) a svislý stabilizátor (červená).

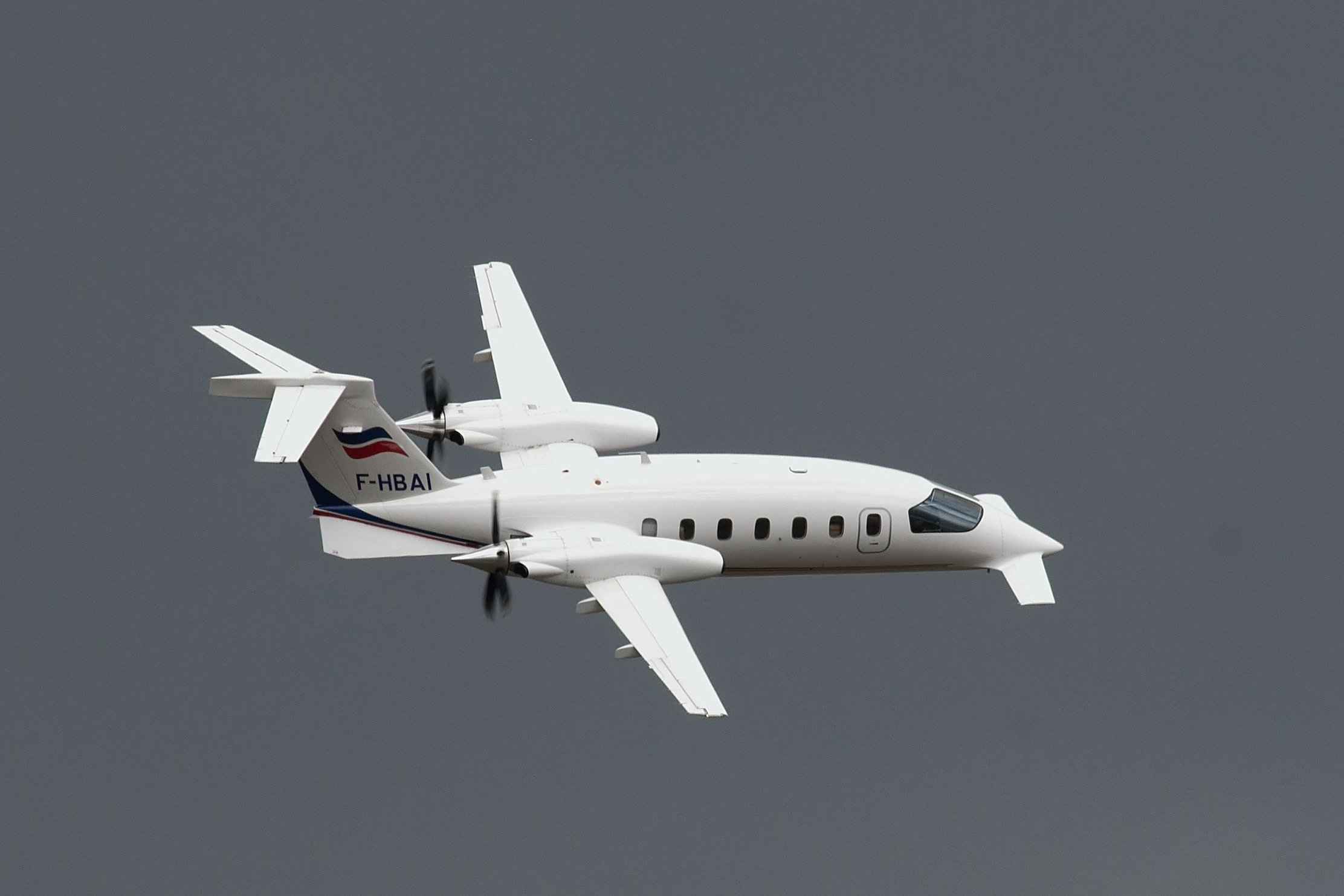
Piaggio P-180, kachna s ocasními plochami do T

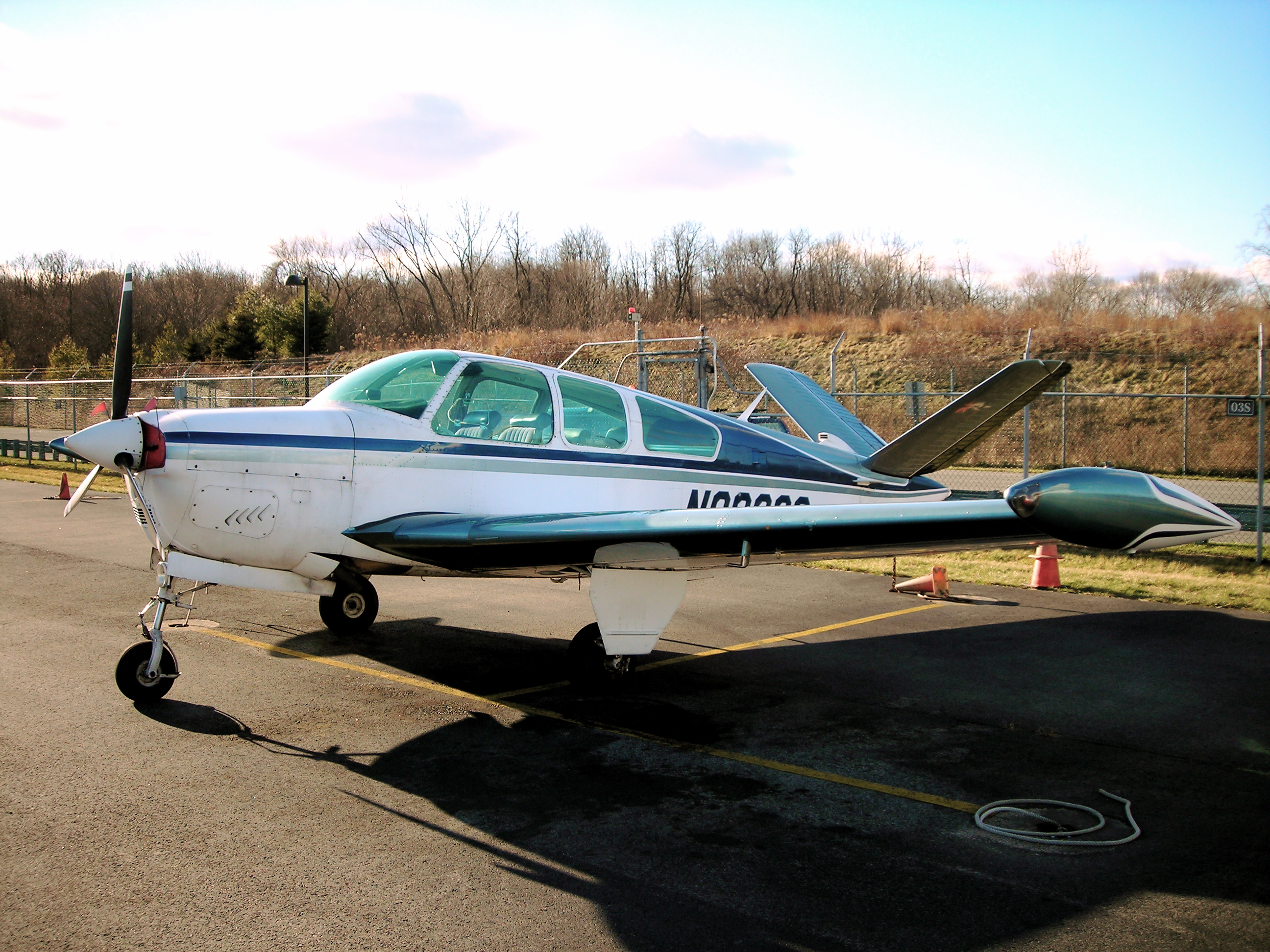
Beechcraft Bonanza s ocasními plochami do V.

Stabilizátor nebo stabilizační plocha je nepohyblivá část vodorovných (horizontálních) nebo svislé (vertikální) ocasní plochy. Na jejich odtokových hranách bývají zavěšeny pohyblivé části. Na vodorovných ocasních plochách mohou působit jako výškové kormidlo, pokud se pohybují souhlasně a tak  řídí podélný (stoupání - klesání) náklon letadla, anebo řídí příčný náklon (klopení), pokud se pohybují opačným směrem. Směrové kormidlo na svislé ocasní ploše řídí směr letadla. U některých moderních bojových letadel (např. F-15E Strike Eagle) a u většiny civilních dopravních letadel (Airbus, Boeing, Embraer atd.) se pohybují celé vodorovné ocasní plochy v malém rozmezí +-10°, takže letadlo zároveň podélně vyvažují a stabilizují a přitom působí menší aerodynamický odpor (drag). Takto řešené ocasní plochy jsou označovány jako „plovoucí“.
V obvyklém uspořádání jsou stabilizátory částí ocasních ploch letadla, vzácněji mohou být umístěny před hlavní nosnou plochou, v tak zvaném kachním uspořádání (canard). Ocasní plochy letadla jsou nejčastěji uspořádány tak, že vodorovné ocasní plochy jsou upevněny na konci trupu a svislá ocasní plocha je nad nimi. V tak zvaném uspořádání do T je vodorovná plocha naopak umístěna na vrcholku svislé plochy, v uspořádání do V se funkce vodorovných a svislé ocasní plochy kombinují do dvojice šikmých ploch po stranách trupu (skloněných směrem vzhůru), které společně vykonávají všechny stabilizační i řídící funkce. 